# ورم أرومي عصبي حسي
الورم الأرومي العصبي الحسي، سرطان نادر يصيب تجويف الأنف. ينشأ الورم الأرومي العصبي الحسي من الجزء العلوي من السبيل الأنفي، ويُعتقد أنه ينشأ من الخلايا الظهارية العصبية الحسية، والتي تُعرف أيضًا باسم خلايا الأديم العصبي الظاهر الشمية.
نظرًا لموقع الورم وقربه من تجويف الجمجمة، قد يكون الورم الأرومي العصبي الحسي غازيًا بشدة وصعب العلاج. لا يوجد إجماع على نهج علاجي مناسب للورم الأرومي العصبي الحسي بسبب ندرة المرض. أفادت معظم الدراسات عن استهداف الورم عبر الاستئصال الجراحي في الجمجمة مع العلاج الإشعاعي أو العلاج الكيميائي.

## العلامات والأعراض
يتظاهر الورم الأرومي العصبي الحسي أغلب الأحيان على شكل كتلة أنفية. تشمل العلامات والأعراض الأكثر شيوعًا للورم الأرومي العصبي الحسي انسداد الأنف (70٪) والرعاف (50٪). تشمل الأعراض الأقل شيوعًا نقص حاسة الشم (فقدان حاسة الشم)، والصداع، وسيلان الأنف، وفقدان الرؤية، وجحوظ العين، وآلام الوجه، والشفع (الرؤية المزدوجة)، وكتل العنق وتغيرات في الحالة العقلية. يحدث الورم الأرومي العصبي الحسي في تجويف الأنف العلوي، بالقرب من العصب البصري والتصالب البصري. بالتالي، قد يؤثر نمو الورم على وظيفة العصب ويؤدي إلى فقدان البصر والشفع. حين ينتقل الورم إلى تجويف الفم، قد يحدث ألم في الأسنان وحركة فيها.

## الوراثيات
تتوافر أبحاث محدودة حول الدور الجيني في تطور الورم الأرومي العصبي الحسي. وفقًا للأبحاث التي أجريت حتى الآن، فإن سبيل القنفذ الصوتي وجينات إم واي سي وكيه دي آر متورطة في تطور الورم الأرومي العصبي الحسي.
ثبت تورط طفرتي الديستروفين واللامينين ألفا 2 أيضًا في هذا المرض.

## الفيزيولوجيا المرضية
يتشكل الورم الأرومي العصبي الحسي من أصل عصبي، وينشأ من الخلايا الحسية الشمية في الظهارة الشمية. تتكون الظهارة الشمية من خلايا حسية شمية وخلايا معلقة وخلايا قاعدية. يتألف الورم الأرومي العصبي الحسي من صفائح مفصصة مع ألياف ليفية عصبية وزُهيرات. تعتبر تصنيفات هيام طريقة مهمة لتحديد الإنذار.
درجات هيام التشريحية المرضية للورم الأرومي العصبي الحسي
| الدرجة  | بقاء البنية الفصية | المنسب الانقسامي | تعدد الأشكال النووية | اللحمة الليفية | الزهيرات                | التنخر |
| الأولى  | +                  | معدوم            | معدوم                | واضحة          | زُهيرات هومر رايت        | معدوم  |
| الثانية | +                  | منخفض            | متوسط                | موجودة         | زُهيرات هومر رايت        | معدوم  |
| الثالثة | +/-                | متوسط            | واضح                 | ضئيلة          | زُهيرات فلكسنر فنترشتاين | نادر   |
| الرابعة | +/-                | عالي             | بالغ                 | غائبة          | غير موجودة              | شائع   |